# NGC 5926
NGC 5926 est une galaxie spirale située dans la constellation du Serpent. Sa vitesse par rapport au fond diffus cosmologique est de 6 343 ± 14 km/s, ce qui correspond à une distance de Hubble de 93,6 ± 6,6 Mpc (∼305 millions d'al). Elle a été découverte par l'astronome américain Lewis Swift en 1884.
NGC 5926 présente une large raie HI et c'est une galaxie dont le noyau brille dans le domaine de l'ultraviolet. Elle est inscrite dans le catalogue de Markarian sous la cote Mrk 853 (MK 853).